# Hans Jacob Breuning von Buchenbach
Hans Jacob Breuning von Buchenbach (* um 1552 in Speyer oder Innsbruck; † 26. September 1617) war ein deutscher Orientreisender und württembergischer Gesandter.

## Leben
Breuning von Buchenbachs Vater war der kaiserliche Rat Wolfgang Breuning von Rommersheim und dessen Frau Ursula, geb. Greiff. Über sein Leben bis zu seinem 22. Lebensjahr ist nichts weiter bekannt. Ab 1574 bereiste er im Rahmen einer Kavalierstour Frankreich, England und Italien, bevor er 1579 nach Konstantinopel fuhr. Von dort aus reiste Breuning von Buchenbach weiter nach Ägypten, auf den Sinai, ins Heilige Land und nach Syrien. Im Oktober 1579 kehrte er über Frankreich nach Italien zurück. 1580 kam er dann wieder nach Deutschland und trat 1584 in die Dienste des württembergischen Herzogs. 1587 erwarb er das Rittergut Buchenbach in der Gemeinde Birkmannsweiler, im gleichen Jahr wurde er als Obervogt in den Ämtern Waiblingen, Backnang und Winnenden eingesetzt. 
1595 wurde Breuning von Buchenbach als Gesandter zur englischen Königin Elisabeth I. geschickt, um die Verleihung des Hosenbandordens an Herzog Friedrich I. v. Württemberg zu bitten, was jedoch scheiterte. Im folgenden Jahr wurde Breuning von Buchenbach zum Oberhofmeister berufen. In dieser Funktion stand er der Adelsakademie des Collegium Illustre vor. 1598 wurde er jedoch schon wieder entlassen. Unter Herzog Johann Friedrich wurde er 1613 wieder Inspektor über die beiden Ämter Waiblingen und Winnenden.
Die bleibende Leistung von Hans Jacob Breuning von Buchenbach stellt seine 1612 gedruckte Beschreibung seiner Orientreise dar. 
Hans Jacob Breuning von Buchenbach war in erster Ehe mit Katharina Burruß, in zweiter Ehe mit Anna Susanna von Nerven verheiratet. Aus der zweiten Ehe stammten drei Söhne, die sämtlich kurz nach der Geburt starben.

## Veröffentlichungen
- Meerfahrt, 1605
  - Bd. 1: Erste Meerfahrt von Venedig auff Constantinopel, durch das Adriatische und Ionische Meer ...
  - Bd. 2: Die Andere Meerfahrt von Constantinopel in Egypten, durch Propontidem, Proconnesum, oder Mare de Marmora, Hellespontum, Archipelagum, Carpathium unnd Egyptiacum oder Lybicum Mare
  - Bd. 3: Die Dritte Meerfahrt auß Egyptenland in Palestinam, oder das Heylige Gelobte Land, anfangs ein Zeitlang auff dem Fluß Nilo
  - Bd. 4: Die Vierte Meerfahrt Von Joppe auß Palestina, gen Tripoli inn Phaeniciam per mare Syriacum, als der orten sein das Jüdische, Samarische, Galileische und Phænicische Meer
  - Bd. 5: Die Fünffte vnnd letzte Meerfahrt Von Tripoli auß Syrien gen Massilia in Franckreich in die Provintz, durch Syriacum, Carpathium, Creticum, Jonium, Adriaticum Mare, il Canal di Malta, Golfo di Lione, oder Thyrrenum vnnd Gallicum mare.
- Enchiridion orientalischer Reiß Hanns Jacob Breunings von unnd zu Buchenbach: so er in Türckey benandtlichen in Griechenlandt, Egypten, Arabien, Palestinam und in Syrien vor dieser Zeit verrichtet ...; in fünff unterschiedliche Meerfahrten disponirt ... samt einem App. Gruppenbach, Tübingen 1607.
- Orientalische Reyß Deß Edlen unnd Vesten/ Hanß Jacob Breüning/ von und zu Buochenbach: so er selbander in der Türckey/ under deß Türckischen Sultans Jurisdiction und Gebiet/ so wol in Europa als Asia unnd Africa/ ohn einig Cuchium oder FreyGleit/ benantlich in GriechenLand/ Egypten/ Arabien/ Palestina/ das Heylige Gelobte Land und Syrien/ nicht ohne sondere grosse Gefahr/ vor dieser zeit verrichtet. Carolus, Straßburg 1612 (Digitalisat).